# Heart of Magic Garden
『Heart of Magic Garden』（ハートオブマジックガーデン）は、Lantisから発売されたセルフトリビュート・アルバム。2012年6月27日発売。

## 概要
Lantisより発売された全11曲を伊藤真澄がアコースティックリアレンジし、原曲のアーティストが再歌唱したアルバムである。

## 収録曲
（全編曲：伊藤真澄）
1. 芽生えドライブ
作詞：micco、作曲：菊池達也、歌：marble
2. カワルミライ
作詞：こだまさおり、作曲：中山真斗、歌：ChouCho
3. ヒャダインのカカカタ☆カタオモイ-C
作詞・作曲：前山田健一、歌：ヒャダイン[2]
4. INTENTION
作詞・歌：鈴村健一、作曲：黒須克彦
5. 翼はPleasure Line
作詞：畑亜貴、作曲：上松範康、歌：栗林みな実
6. センティフォリア
作詞・歌：Ceui、作曲：小高光太郎・Ceui
7. 聖少女領域
作詞：宝野アリカ、作曲：片倉三起也、歌：ALI PROJECT
8. mind as Judgment
作詞：畑亜貴、作曲：上松範康、歌：飛蘭
9. リフレクティア
作詞：riya、作曲：菊地創、歌：eufonius
10. Little Wing
作詞：影山ヒロノブ・奥井雅美、作曲・歌：影山ヒロノブ
11. Blue flow
作詞：畑亜貴、作曲・歌：伊藤真澄